# Еглхам
Еглхам (њем. Egglham) општина је у њемачкој савезној држави Баварска. Једно је од 31 општинског средишта округа Ротал-Ин. Према процјени из 2010. у општини је живјело 2.400 становника. Посједује регионалну шифру (AGS) 9277117.

## Географски и демографски подаци
Еглхам се налази у савезној држави Баварска у округу Ротал-Ин. Општина се налази на надморској висини од 353 метра. Површина општине износи 36,8 km². У самом мјесту је, према процјени из 2010. године, живјело 2.400 становника. Просјечна густина становништва износи 65 становника/km².